# Caraibodesmus mammatus
Caraibodesmus mammatus är en mångfotingart som först beskrevs av Pocock 1894.  Caraibodesmus mammatus ingår i släktet Caraibodesmus och familjen Chelodesmidae. Inga underarter finns listade i Catalogue of Life.